# Gergő Endre
Gergő Endre, 1905-ig Greiner, névváltozata: Gergő András (Szeged, 1894. december 17. – Budapest, 1944. július 15.) pszichológus, Gergő Zoltán (1893–1975) közgazdász, egyetemi tanár testvére.

## Élete
Gergő (Greiner) Emil (1855–1918) államvasúti hivatalnok és Ausländer Gizella (1868–1927) gyermekeként született zsidó családban. Középiskolai tanulmányait 1905 és 1911 között a Kegyes-tanítórendek Vezetése Alatt Álló Szegedi Városi Főgimnáziumban végezte, majd a Budapesti Tudományegyetem joghallgatója lett. Három év után abbahagyta jogi tanulmányait és kereskedelmi levelező lett. Húsz éves korától tudományos irányba terelődött az érdeklődése és esztétikát tanulmányozott, majd a pszichológia felé fordult. A Tanácsköztársaság idején a Közoktatásügyi Népbiztosságon működött.
1924. február 26-án Budapesten, a Józsefvárosban házasságot kötött Schwartz Máriával (1904–1944).
Első művében, az 1925-ben megjelent Materialista lélektanban Edmund Husserl idealista filozófiai nézeteit vitatta. Ezután sorra jelentek meg tanulmányai, elsősorban a Magyar Pszichológiai Szemlében, melynek munkatársa volt.  1931-ben tagja lett a Magyar Pszichológiai Társaságnak. Az 1930-as években kapcsolatba került az illegális kommunista mozgalommal.
1944-ben feleségével és tizennyolc éves lányával együtt a nyilasok kivégezték.

## Főbb művei
- Materialista lélektan. (Budapest, 1925)
- A hétköznapok erőfecsérlése (utópia). (Nyugat, 1927, 10.)
- A csevegés esztétikája. (Nyugat, 1929, 19.)
- A reklám dicsérete. (Századunk, 1930)
- Az élet az én művem. (Budapest, 1931)
- Az érzéklet fejlődése struktúra és fázis szerint. (Magyar Pszichológiai Szemle, 1931, 3–4.)
- A lélektani struktúravizsgálatok módszeréhez. (Magyar Pszichológiai Szemle, 1933, 1–2.)
- Az érzékletek fázisrendszere. (Magyar Pszichológiai Szemle, 1934, 1–2.)
- A halhatatlan ember. (Budapest, 1934)
- A tudat fiziológiai alapjairól. (Magyar Pszichológiai Szemle, 1935, 1–2.)
- Az akarat fiziológiai elemzése. (Magyar Pszichológiai Szemle, 1936, 1–4.)
- Physiologie des Bewusstseins (Zürich-Leipzig, 1939)
- A tehetség elméletéhez (Magyar Pszichológiai Szemle, 1940, 1–4.)
- Az utolsó három német pszichológiai kongresszus (1934–1936–1938) (Magyar Pszichológiai Szemle, 1940, 1–4.)
- A dialektikus lélektan és nevelés. (Budapest, 1942)
- Bevezetés a dialektikába. (Budapest, 1944)
- Válogatott pszichológiai munkái (bevezetőt írta Gönyei Antal, sajtó alá rendezte és a bibliográfiát készítette Solymosi Zsuzsanna, Budapest, 1973)

### Fordítása
- Kretschmer, Ernst: Orvosi lélektan. Fordította: Gergő Endre (Novák kiadás, Budapest, 1943)